# Apolonia Ustrzycka
Apolonia Ustrzycka   (Przemyśl, 17 de gener de 1736 - Varsòvia, 1814) esposa de dos prínceps, propietària del gran poble de Sokalski el 1752.
Era filla de Bazyli Ustrzycki (1715 - 1751), diputat per Turquia, i propietari d'indústries i fusteries jueves i oficial d'alt grau fill de Bracław i casat amb Katarzyna Zielonka.
Apolònia es va casar el 1749 amb l'escuder general del príncep Antoni Lubomirski de Szreniawa bez Krzyża (1718-1782), fill de Józef - propietari de Boguchwała i Przeworska, que després del divorci amb Apolònia es va casar amb Zofia Krasińska el 1754.
El 21 de gener de 1751, el segon marit d'Apolònia Ustrzycka fou el príncep Kazimierz Poniatowski, escuder de Ciołek, (1721-1800), general de l'exèrcit de la corona, concedit príncep el (1764), gran comissari de la corona, que el 1765 per mediació d'Henrietta Lullier -favorita d'ell i del seu germà Estanislau August Poniatowski va comprar una propietat a Krakowskie Przedmieście "Ruta Reial" (Varsòvia), on va erigir una casa adossada de dues plantes.
El seu marit es va complaure i divertir, tenia la reputació de ser "l'home més casat". El 1775 va rebre la residència al barri de Šeduva (regió de Samogítia) pels diners que va manllevar, i els anys 1772-1780 va fundar el complex de jardins i palaus "Na Książęcem" del Jurydyki de Varsòvia al segle xviii, propietat privada.
Fills d'Apolònia i del príncep Kazimierz Poniatowski:
- Stanisław Poniatowski (1754-1833). (tresorer lituà), escuder de armes Ciołek,
- Konstancja Poniatowska (1759-1830) - esposa de Ludwik Tyszkiewicz.
- Katarzyna Poniatowska (1756-1773).